# Nachman av Breslov
Nachman av Breslov  (Rebbe Nachman Breslover) (hebreiska נחמן מברסלב ), född 4 april 1772 i Lillryssland (i dagens Ukraina), död 16 oktober 1810, var en framstående och betydande rabbin inom chasidismen. Han ägnade sig åt djupare studier inom judisk mysticism, däribland kabbala. Nachman kom från Medzhybizh och etablerade sig i  Breslov under sista tiden av sitt liv, därav hans namn. Breslov har ofta blivit felöversatt till Bratislava i texterna om rabbin Nachman. Rabbin Nachman grundade en egen inriktning inom chasidismen, den så kallade Breslovdynastin.  Han var barnbarnsbarn till Baal Shem Tov, som grundade chasidismen.

## Lärosystem
Nachman introducerade nya koncept i chasidismen genom att kombinera studium av mystiken med traditionella studier i Torah. I huvudverket Likutey Moharan formuleras flera centrala läror, däribland föreställningen om direkt kommunikation med gudomen genom innerlig bön. Denna speciella böneteknik kallas hitbodedut .
Han skrev flera verk, vara minst två är förstörda, i verket Sippurei Ma'asiyot skrev han historien om de sju tiggarna, som handlar om en konungason som tar över faderns kungarike och möter sju tiggare vilka anses vara allegorier av mystiska budskap.

## Pilgrimsstaden Uman
Varje år i samband med högtiden Rosh hashana vallfärdar tusentals fromma män till Rabbi Nachmans grav i Uman i Ukraina.